# Sălard
Sălard è un comune della Romania di 4 340 abitanti, ubicato nel distretto di Bihor, nella regione storica della Transilvania.
Il comune è formato dall'unione di 3 villaggi: Hodoș, Sălard e Sântimreu.